# Jordbrukets historia
Jordbruk uppstod med början för 12 000 år sedan på flera oberoende platser: Mellanöstern, norra Kina, södra Mexiko samt Peru. Olika grödor utnyttjades på respektive plats, vilket medförde att de handelsnätverk som senare uppstod kunde sprida utvecklade grödor till nya marknader. I Mellanöstern och Europa blev vetet den viktigaste grödan, i Asien odlades ris och hirs och i Amerika majs, kassava, bönor och potatis. Jordbruket gav ett överskott som både ökade folkmängden och gav upphov till de första stadsstaterna.

## Jordbrukets uppkomst

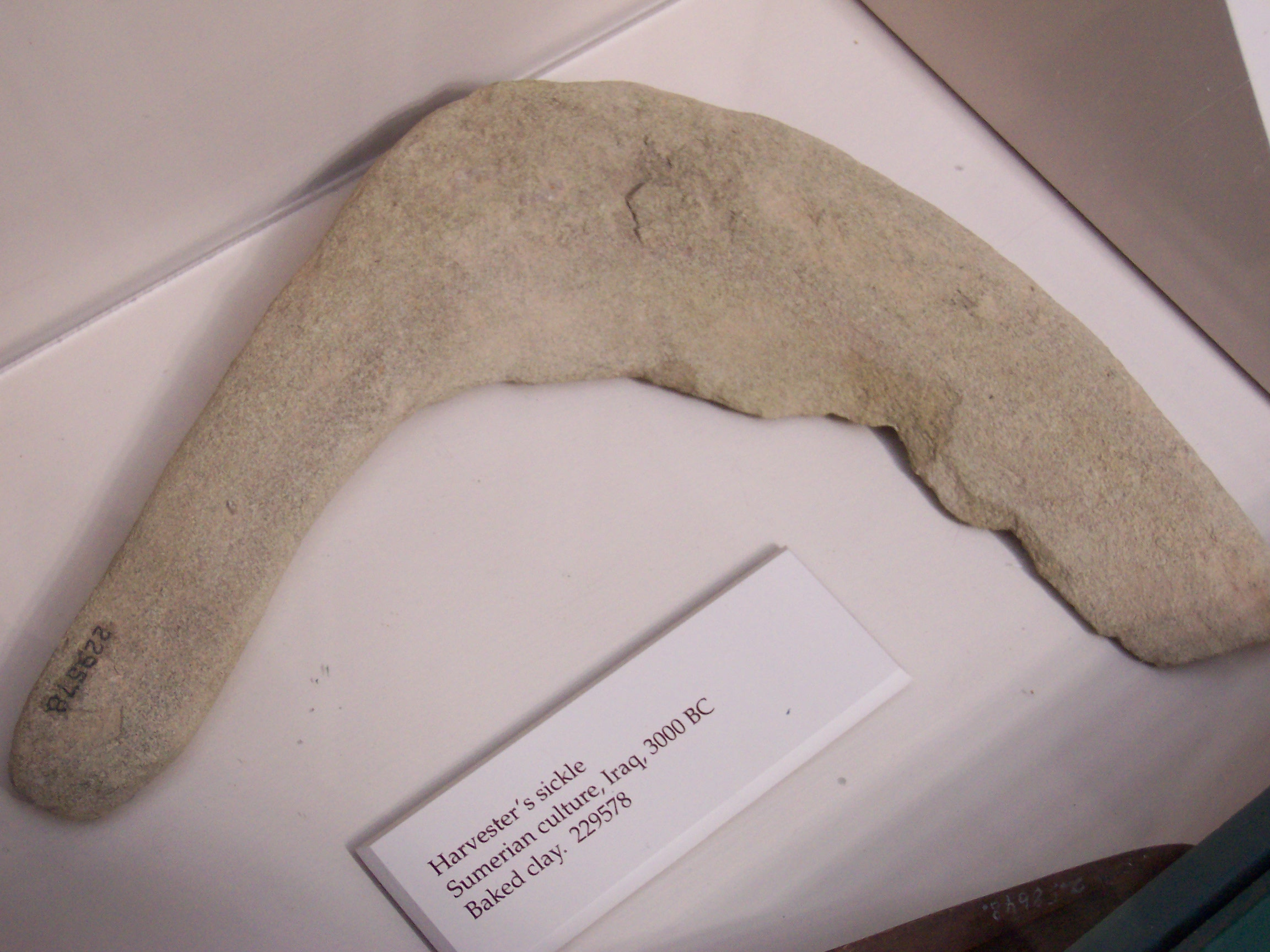
Sumerisk skära i bränd lera från omkring 3000 f.Kr.

Ungefär 10 000 år f.Kr. levde människor som jägare och samlare. De hade spritt sig över hela världen med undantag för polartrakterna och Nya Zeeland. Den omläggning av människors liv jordbruket ledde till fick revolutionerande följder och ofta talar man om den neolitiska revolutionen. Jordbruket innebar en ökad tillgång på föda vilket i sin tur innebar snabb ökning av folkmängden och större permanenta bosättningar. Dessa bosättningar utvecklades till de första stadsstaterna.
Genom att jordbruket gav ett överskott kunde man byta detta överskott mot andra varor. Överskott och handel innebar att vissa grupper av människor kunde försörja sig på annat sätt än att själva vara jordbrukare, till exempel genom hantverk. Överskottet användes också för att bekosta gemensamma nyttigheter: försvarsanläggningar, tempel, bevattningsanläggningar. Samtidigt som det ledde till en ökad specialisering ledde det också till en ökad stratifiering, inklusive användning av slavar.

### Mellanöstern
Jordbruksrevolutionen inleddes någon gång mellan 10 000 och 5 000 år f.Kr. i ett bälte som sträcker sig mellan Grekland och Iran. Där har människor upptäckt den näringsrika vildhavren (från vilken både vår råg, korn och havre härstammar), vars frön kunde skördas och användas som föda. Insamlandet av säden och dess förvaring krävde också nya redskap: skäror och krukor. För att kunna mala mjöl krävdes kvarnstenar. När man planterade särskilda fält för säden krävdes det att marken inhägnades för att hålla djuren borta.
Ungefär 5 000 år f.Kr. hade jordbruket spridit sig till Ungern, västra Grekland och sydöstra Italien.

### Kina
Jordbruket har alltid spelat en stor roll för den kinesiska befolkningen. Idag är det fortfarande drygt 45% av den arbetande befolkningen som sysselsätter sig inom jordbruket trots att dess bidrag till BNP minskat sedan mitten av 1980-talet.
Under 2000-talet har exporten ökat efter att den inhemska efterfrågan ökat på bland annat (förutom spannmål) frukt, grönsaker, oljeväxter och köttprodukter. Efterfrågan har gjort att dessa skördar ökat, vilket förstås är bra för jordbrukarna så länge efterfrågan är stor. 
Trots denna ökning odlar fortfarande de flesta bönder övervägande spannmål.
Jordarna brukas intensivt, och flera gånger om året. Man uppnår stora skördar till både export och för eget bruk med hjälp av rikligt med gödningsmedel. Odlingen har blivit effektivare med åren på många håll till följd av bättre teknik.
Riset är den absolut viktigaste grödan och odlas i söder där man på grund av det varma klimatet kan få två-tre skördar om året. I norra delar av Kina odlas främst vete, korn och majs.
Sötpotatis, sockerrör och potatis är också viktiga grödor.
När det kommer till de animaliska produkterna dominerar fläsk, fågel och komjölk. Även fisket är betydande, speciellt i floder och sjöar. Men nu på senaste år när giftigt avfall börjat släppas ut i floder har fiskodlingen i dammar blivit den mest betydande faktorn inom fisket.
Cirka 8000-5000 f.Kr. uppstod och spred sig jordbruket i Kina. Vid den här tiden hade inte Gula floden och Yangtze byggt upp sina näringsrika flodbankar. Den nordkinesiska stäppen bestod till stor del av träsk. Hebei och Henan var svårbeboeliga våtmarker. Hubei och Hunan var inte ens lämpliga för risodling. Domesticeringen av grisen och hunden gick lätt jämfört med domesticeringen av växter. På grund av svårigheterna uppstod antagligen jordbruk i marginalområden där man genom att jaga och samla kunde överleva även om jordbruken gick dåligt.

### Sydostasien
I Sydostasien kommer de första spåren av jordbruk 6 000 år före vår tideräkning i Thailand där människorna har ätit näringsrika rötter och frukter. Man tror att odlingen av ris började där och spred sig till östra Indien ungefär 2 000 år f.Kr.

### Amerika
De tidigaste spåren av odling i Sydamerika (Peru) har man hittat i Callejón de Huaylas (Guitarrero) där man identifierat samhällen som tycks ha flyttat efter årstiderna och som 8 600 år f.Kr. utnyttjat olika ekologiska växtzoner inom en region för jordbruk. Omkring 5 000 år före vår tideräkning har jordbruket fått större utbredning. I Mexiko och Peru odlade man pumpor, avokado och olika bönor. Senare odlades paprika, solrosor och man lärde sig använda laman som lastdjur. Potatis odlades allra först i Sydamerika, cirka 3000 år f.Kr.

### Sverige

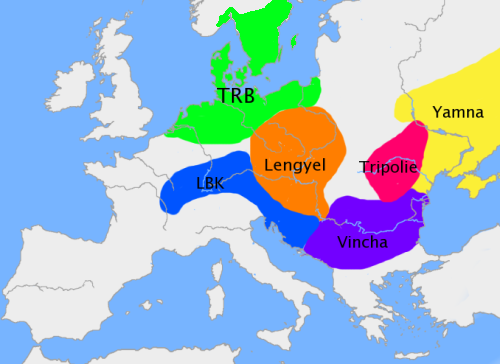
Trattbägarkulturens (grönt) utbredning omkring 3500 f.Kr.

I Sverige infördes jordbruket från kontinenten omkring 4.000 år f.Kr. Det tycks ha varit en snabb process (ej mätbar med 14C-metoden). Det tycks som om inhemska mesolitiska grupper tar upp den så kallade trattbägarkulturen (se karta). Detta var den första jordbrukarkulturen i Norden.

## Utvecklingen i Europa och Medelhavsvärlden från antiken till år 1900

### Antikens Grekland
Det antika Greklands viktigaste sädesslag var vete och korn; man plöjde med årder. Vinodlingarna var viktiga. Även om köttproduktion spelade en begränsad roll under antiken var boskapsskötsel en viktig näring i vissa regioner och många furstar hade boskapshjordar som markerade deras status. Under 400-talet f.Kr. var en majoritet av Atens medborgare jordägare. Brukningsenheterna var små; det var vanligt att man hade två till tre hektar vilket sannolikt inte räckte för att försörja en familj. De rika hade dock inte heller så stora innehav, de hade vanligtvis inte mer än 40 till 30 hektar. Den avskogning som pågick i antika Grekland ledde till en omfattande erosion vilket gjorde det allt svårare att producera tillräckligt med spannmål. Detta i sin tur ledde till att oliv- och vinodlingen ökade och många stadsstater blev beroende av spannmålsimport.

### Den hellenistiska världen och Romerska riket
Den hellenistiska världens centralstyrda monarkier gjorde en större jordbruksplanering möjlig. Under perioden ökade också det vetenskapliga intresset för jordbruk vilket ledde till att man experimenterade med nya grödor och börjande mekanisera jordbruket. Nya metoder för vattenlyftning (se till exempel Arkimedes skruv) bidrog starkt till att öka produktionen. Det romerska rikets jordbruk var en fortsättning på det hellenistiska. Man började under senrepubliken bruka större enheter alltmer extensivt och under början av kejsartiden kom en ökad mekanisering. Man tog vattenmöllan, harven, hjulplogen och olika skördemaskiner i bruk.
Den romerske författaren Cicero skrev följande i sin skrift Om Plikterna: "Av alla näringsgrenar är ingen ädlare, ingen nyttigare, ingen nödvändigare, ingen en friboren man mer värdig än åkerbruket".

### Medeltiden

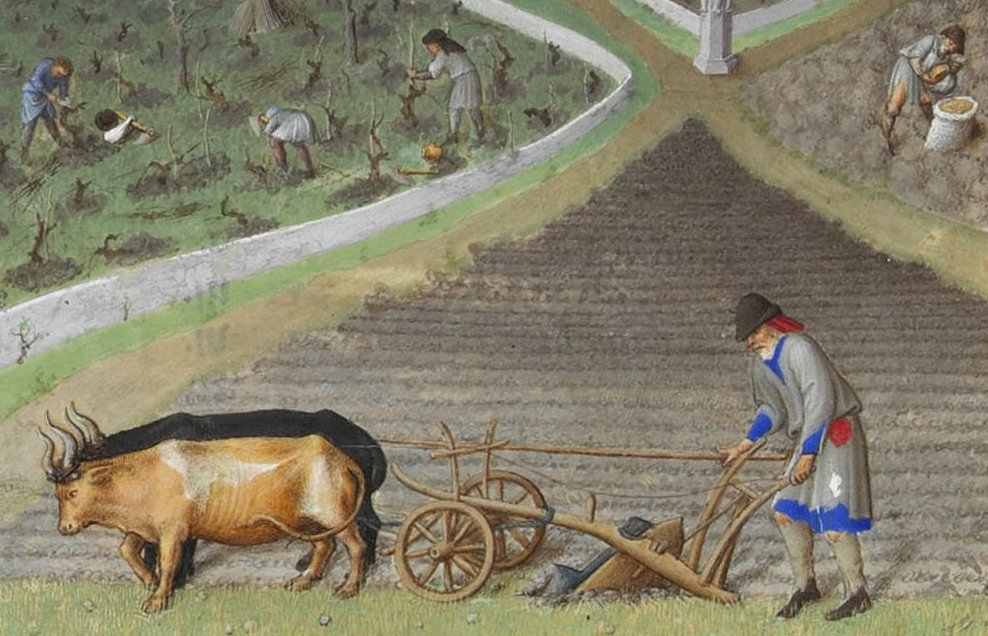
Hjulplog.

Två oxar drar ett lass med havre, tidigt 1900-tal.

Under europeisk medeltid skedde många framsteg inom jordbruk. På 700-talet kom bogträet från Asien vilket gjorde att man kunde utnyttja hästar för att dra tunga lass. Hästarna kunde nu användas till att plöja mark; tidigare hade man använt oxar till detta då hästarna strypts av dragselen. Hjulplogen med vändskiva var en ännu mer betydelsefull uppfinning, särskilt i tung jord. I stora delar av Europa infördes treskifte vilket innebar att man odlade varje område ett år med vårsäd (till exempel havre), ett år med vintersäd, och lät det ligga i träda bara var tredje år. Under trädan gödslades marken av djuren. Produktionen ökade på så sätt och eftersom man fick två skördar minskade risken för missväxt. Fram till trettonhundratalet steg korntalet (skörden i förhållande i utsädet) kraftigt. Det skulle dröja till 1700-talet till nästa stora höjning för under tidigmodern tid skedde inga större förändringar inom jordbruket förutom att brukningsenheterna växte och att produktionen blev mer marknadsinriktad.

### Agrara revolutionen
Det medeltida sättet att bruka jorden förändrades under sent 1700-tal i Europa i och med den agrara revolutionen, som i Sverige motsvarades av flera varandra avlösande jordreformer under slutet av 1700-talet och början av 1800-talet. Den agrara revolutionen gick bland annat ut på att man slog ihop mindre åkertegar som hade skapats genom många generationers arvskifte, till större åkrar, så att varje gård fick färre men större tegar, det så kallade storskiftet. Detta förändrade också samhällsstrukturen på landet, genom att de gamla radbyarna tenderade att försvinna när varje gård istället kunde ligga nära sina åkrar, och ersattes av enskilt liggande gårdar. Man införde även växelbruk av åkrarna. I Sverige var Rutger Macklean en av de främsta förkämparna för jordbruksreformen enskiftet.
Jordbruk var den viktigaste näringsverksamheten fram till den industriella revolutionen på 1800-talet. Jordbruk var arbetsintensivt och har därför sysselsatt större delen av befolkningen vilket har avspeglat sig i demografin. Fram till 1800-talets mitt (kring 1870) bodde fler människor på landsbygden än i städer i Storbritannien. I Sverige inträffade motsvarande brytning kring 1930.

## Global utveckling från år 1900

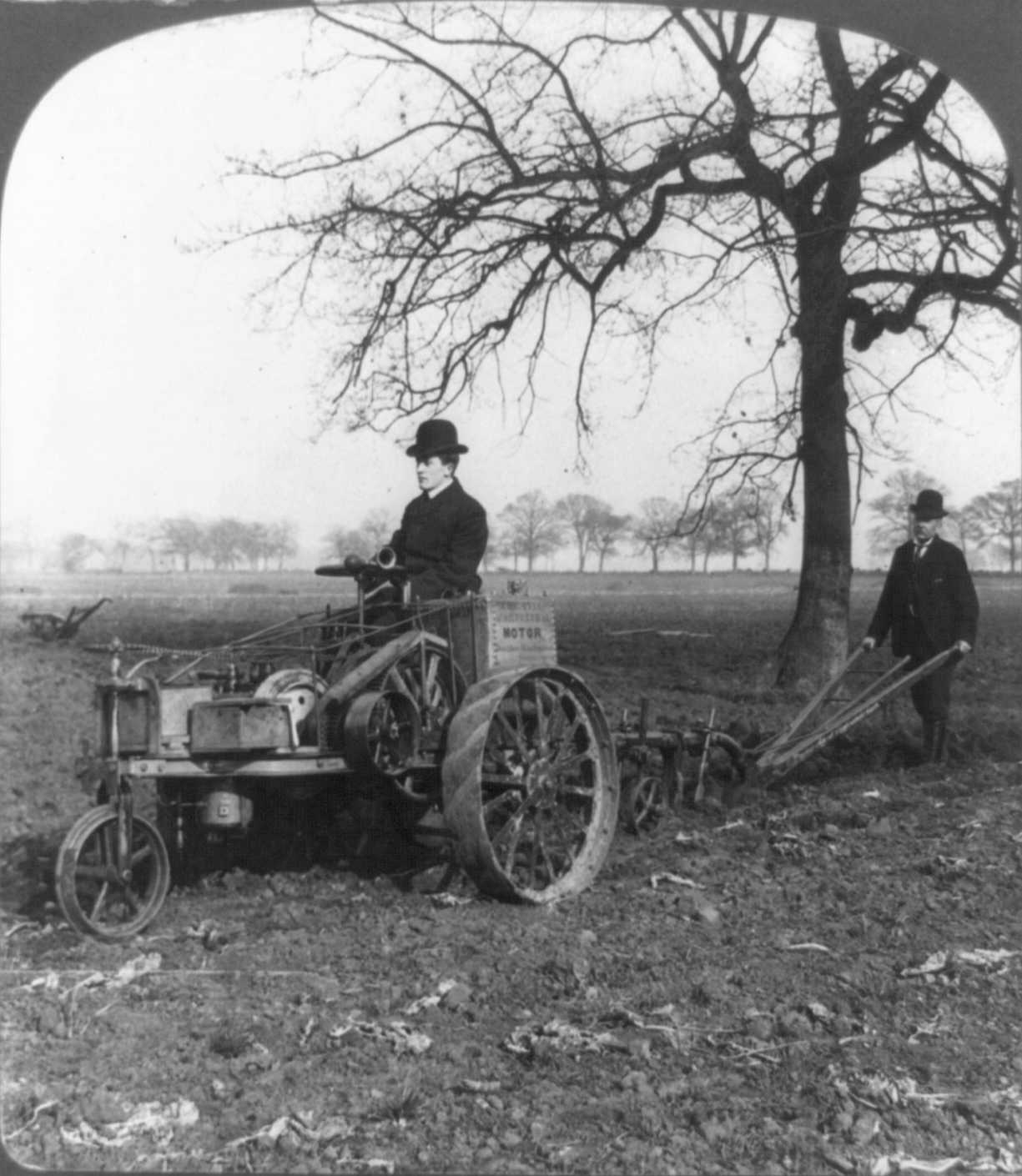
Tidig traktor, England 1905.

Under 1900-talet kom många nya jordbruksmaskiner, till exempel traktorn. Dessutom bidrog konstgödsel till ett uppsving. Många andra nyheter introducerades och rationaliserade och förenklade jordbruksnäringen, samtidigt som det ställde högre krav på större avkastningar för att varje enskilt jordbruk skulle löna sig. Idag är jordbruket mindre arealintensivt än det varit.
Många politiska beslut har lett till olika följder för jordbrukspolitiken. Kring 1880 inträffade en jordbrukskris i Europa, när amerikansk spannmål sköljde över kontinenten och slog ut många spannmålsodlare. Länderna valde då olika strategier. I Tyskland och Frankrike infördes skyddstullar på jordbruksvaror. Även i Sverige skedde en motsvarande utveckling. Storbritannien valde att behålla sin frihandel.
Jordbruket kom särskilt efter 1920-talets kriser att skyddas av tullar, såväl i Sverige som i omvärlden. Detta fortsatte även efter andra världskriget då det rådde brist på jordbruksprodukter. Ett annat skäl hade dessutom uppkommit för jordbrukstullarna vilket stod sig Kalla kriget igenom: Var landet självförsörjande på jordbruksprodukter, skulle man kunna klara av en lång avspärrningsperiod till.
1957 skrevs Romfördraget under av föregångaren till EU. I detta skapades Common Agricultural Policy (CAP). EU:s medlemsländer skulle ha gemensam tull- och jordbrukspolitik. CAP har sedan dess bestått och utökats genom att antalet medlemsländer blivit fler.
Under 1950- och 60-talen inträffade det som brukar kallas "den gröna revolutionen". Forskarna lyckades framavla nya sädesslag som kunde producera mer än tidigare. Man utvecklade även nya tekniker för att få maximal avkastning ur jordarna. Därigenom ingick användandet av konstgödsel.